# Geodata

Mapa zobrazující geodata v podobě státní hranice Česka, trasy dálnice D1 (zeleně), tras zbytku dálniční sítě a polohy krajských měst.

Geodata se někdy označují také jako geografická data, geoprostorová data, apod. Jsou to data (přírodní a antropogenní jevy) s implicitním nebo explicitním vztahem k místu na Zemi.
Geodata jsou data s prostorovou a atributovou složkou.

## Prostorová a atributová složka
Prostorová složka může být vyjádřena geometrickým prvkem, nebo jeho databázovým záznamem (typicky souřadnice, nebo vazba na jiný prostorový prvek). Atributová složka pak obsahuje popisné informace prostorové složky. Popisné informace mohou být tvořeny záznamem informací v databázové tabulce, ale i dokumentem, fotografií nebo jejich kombinací.
Dokument se zabývá oběma těmito složkami. Popisuje:
- principy, které je nutné dodržovat při tvorbě prostorové složky,
- základní pravidla, která zaručí kvalitní atributovou složku dat (klíče, třídy, vazby a relace, syntaxe atd.) ať jsou již tvořeny databázovým prvkem, dokumentem nebo obrázkem.

Nedílnou součástí geodat jsou metadata (informace o datech). Metadata obsahují popis datové sady, informace o vzniku a kvalitě dat, jejich časový a prostorový rozsah, kontakty na osoby a organizace zodpovědné za tvorbu dat a metadat a další. Vytváření metadat je pro využitelnost vlastních geodat klíčovým bodem, a jako takové musí být součástí každé jejich dodávky,
Veškeré informace obsažené v tomto dokumentu zdůrazňují vazbu na legislativu a nařízení Evropské unie, zejména na směrnici INSPIRE, která je zakotvena i  právním prostředí České republiky.

## Příklad geodat uložených v počítačových souborových formátech
- rastrová geodata
  - CIT, GeoTIFF, aj.
- vektorová geodata
  - CAD: DGN, DXF, aj.
  - GIS: SHP, GML, aj.
- (ne)vektorová geodata (s polohou např. souřadnic XY)
  - TXT, XLS, aj.